# Ken Noritake
Ken Noritake (則武 謙, Noritake Ken, né le 18 juillet 1922) est un footballeur japonais.